# 伍德羅恩車站 (IRT傑羅姆大道線)
伍德羅恩車站（英語：Woodlawn station）是美國紐約地鐵IRT傑羅姆大道線的北端總站。雖然站名為「伍德羅恩」，但實際上位於布朗克斯諾伍德拜恩布里奇大道和傑羅姆大道交界，設有4號線（任何時候停站）列車服務。
車站於1917年興建並於翌年啟用。2005年翻新後此站列入國家史蹟名錄。

## 車站結構
| P 月台層 | 側式月台，不使用 | 側式月台，不使用                                                                   |
| P 月台層 | 4號軌道          | 往皇冠高地-猶提卡大道 (深夜往新地段大道) (莫肖盧公園道) → → (無服務：伯恩賽德大道) |
| P 月台層 | 島式月台         |                                                                                    |
| P 月台層 | 1號軌道          | 往皇冠高地-猶提卡大道 (深夜往新地段大道) (莫肖盧公園道) → → (無服務：伯恩賽德大道) |
| P 月台層 | 側式月台，不使用 |                                                                                    |
| M        | 夾層             | 閘機、車站詢問處、MetroCard自動售票機                                              |
| G        | 街道             | 出入口                                                                             |

車站位於傑羅姆大道與拜恩布里奇大道斜向交界的南面，並在該街道的北端。街道以東設有伍德劳恩公墓，而車站北面一個街區設有主入口。墳場與車站之間設有范科特蘭公園的大片森林作為緩衝，包括高爾夫球場，但最近成為一個大型建築工程的地盤。傑羅姆大道的東側至213街是小型商務發展和停車場的混合。

## 外部連結
- nycsubway.org—IRT Woodlawn Line: Woodlawn
- nycsubway.org — Children At Play by Josie Gonzalez Albright (2005) （页面存档备份，存于）
- Station Reporter — 4 Train
- The Subway Nut — Woodlawn Pictures （页面存档备份，存于）

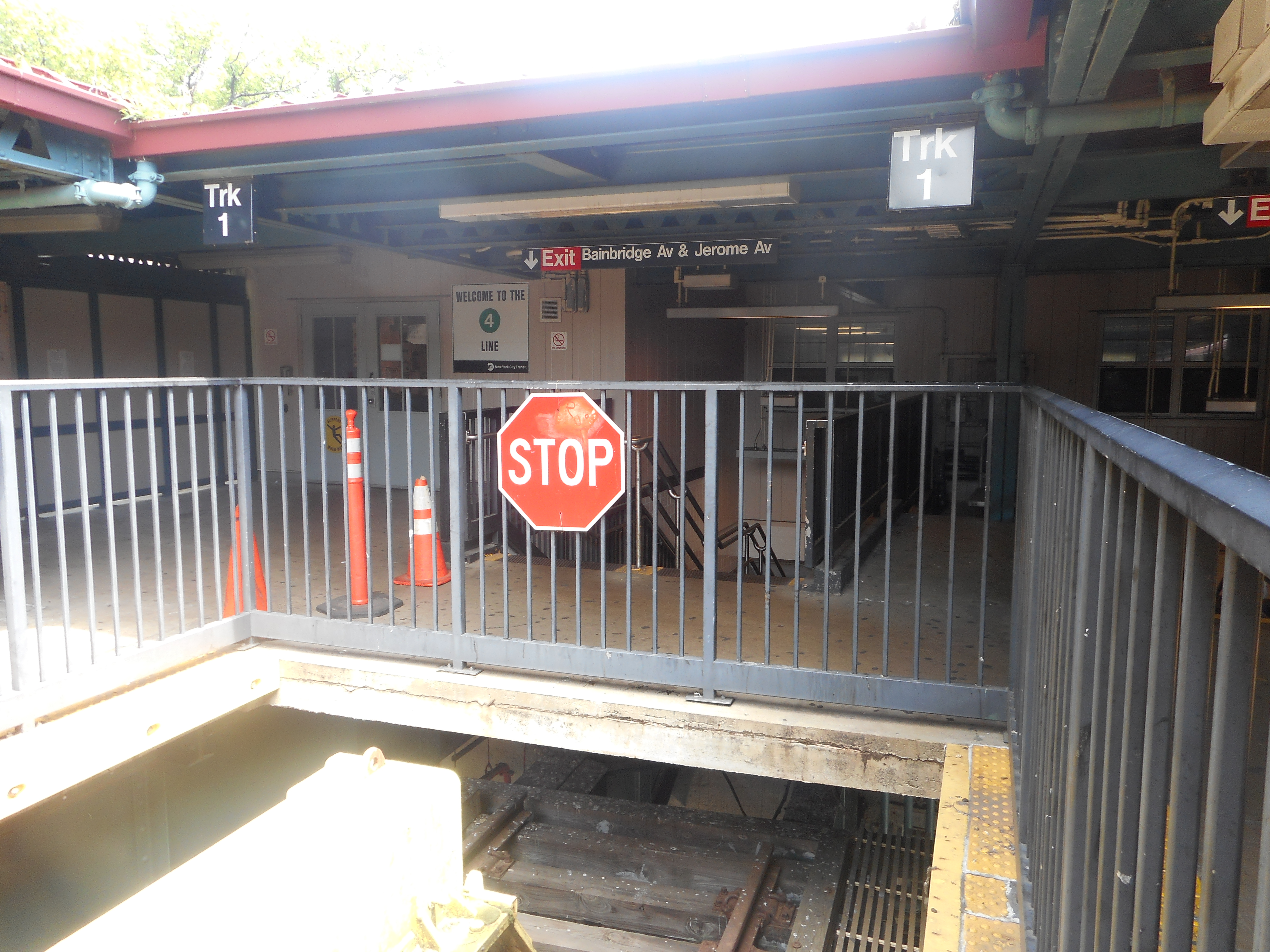
1號軌道末端的止衝擋

- MTA's Arts For Transit — Woodlawn Avenue (IRT Jerome Avenue Line)
- Bainbridge Avenue entrance from Google Maps Street View （页面存档备份，存于）
- Platforms from Google Maps Street View （页面存档备份，存于）